# Critics’ Choice Television Award/Beste Hauptdarstellerin in einer Comedyserie
Der Critics’ Choice Television Award in der Kategorie Beste Hauptdarstellerin in einer Comedyserie (Originalbezeichnung: Best Actress in a Comedy Series) ist eine der Auszeichnungen, die jährlich in den Vereinigten Staaten von der Broadcast Television Journalists Association, einem Verband von Fernsehkritikern, verliehen werden. Sie richtet sich an Schauspielerinnen, die eine hervorragende Leistung in einer Hauptrolle in einer Comedy-Fernsehserie erbracht haben. Die Kategorie wurde 2011 ins Leben gerufen. Die Gewinner werden in einer geheimen Abstimmung durch die Fernsehkritiker des Verbandes ermittelt.

## Geschichte und Rekorde
Seit der ersten Verleihung hat die Broadcast Television Journalists Association eine Gesamtanzahl von zehn Preisen in der Kategorie Beste Hauptdarstellerin in einer Comedyserie an neun verschiedene Schauspielerinnen verliehen. Die erste Preisträgerin war Tina Fey, die 2011 für ihre Rolle als Liz Lemon in 30 Rock ausgezeichnet wurde. Die bisher letzte Preisträgerin war Phoebe Waller-Bridge, die 2020 für ihre Rolle als Fleabag in Fleabag geehrt wurde. Die Anzahl der Nominierungen lag ab der ersten Verleihung bei sechs, 2020 bei acht Nominierten.
Älteste Gewinnerin mit 53 Jahren war 2014 die US-Amerikanerin Julia Louis-Dreyfus (Veep – Die Vizepräsidentin), älteste nominierte Schauspielerin mit 55 Jahren 2016 ebenfalls die US-Amerikanerin Julia Louis-Dreyfus (Veep – Die Vizepräsidentin). Jüngste Gewinnerin mit 27 Jahren war 2018 die US-Amerikanerin Rachel Brosnahan (The Marvelous Mrs. Maisel), jüngste nominierte Schauspielerin mit 20 Jahren 2012 die US-Amerikanerin Ashley Rickards (Awkward – Mein sogenanntes Leben).
Die folgende Liste ist eine Aufzählung von Rekorden der häufigsten Nominierten und Gewinnern in der Kategorie Beste Hauptdarstellerin in einer Comedyserie. Die Gewinner und Nominierten in den anderen Serien- und Schauspielerkategorien werden nicht mitgezählt.
| Statistik                                           | Schauspielerin/Serie       | Anzahl | Jahre                                       |
| --------------------------------------------------- | -------------------------- | ------ | ------------------------------------------- |
| Häufigste Auszeichnung (Schauspielerin)             | Julia Louis-Dreyfus        | 2      | 2013, 2014                                  |
| Häufigste Auszeichnung (Schauspielerin)             | Rachel Brosnahan           | 2      | 2018, 2019                                  |
| Häufigste Nominierungen (Schauspielerin) (* = Sieg) | Julia Louis-Dreyfus        | 6      | 2012, 2013*, 2014*, 2015, 2016 (Dez.), 2020 |
| Häufigste Nominierungen ohne Sieg (Schauspielerin)  | Constance Wu               | 4      | 2015, 2016 (Jan.), 2016 (Dez.), 2018        |
| Häufigste Auszeichnung (Serie)                      | Veep – Die Vizepräsidentin | 2      | 2013, 2014                                  |
| Häufigste Nominierungen (Serie) (* = Sieg)          | Veep – Die Vizepräsidentin | 6      | 2012, 2013*, 2014*, 2015, 2016 (Dez.), 2020 |

## Gewinner und Nominierte
Die unten aufgeführten Fernsehserien werden mit ihrem deutschen Ausstrahlungstitel (sofern ermittelbar) angegeben, danach folgt in Klammern in kursiver Schrift der fremdsprachige Originaltitel. Die Nennung des Originaltitels entfällt, wenn deutscher und fremdsprachiger Serientitel identisch sind. Die Gewinner stehen hervorgehoben in fetter Schrift an erster Stelle.
2011
Tina Fey – 30 Rock
Courteney Cox – Cougar Town
Edie Falco – Nurse Jackie
Patricia Heaton – The Middle
Martha Plimpton – Raising Hope
Amy Poehler – Parks and Recreation
2012
Zooey Deschanel – New Girl

Amy Poehler – Parks and Recreation
Lena Dunham – Girls
Julia Louis-Dreyfus – Veep – Die Vizepräsidentin (Veep)
Martha Plimpton – Raising Hope
Ashley Rickards – Awkward – Mein sogenanntes Leben (Awkward.)
2013
Julia Louis-Dreyfus – Veep – Die Vizepräsidentin (Veep)
Laura Dern – Enlightened – Erleuchtung mit Hindernissen (Enlightened)
Zooey Deschanel – New Girl
Lena Dunham – Girls
Sutton Foster – New in Paradise (Bunheads)
Amy Poehler – Parks and Recreation
2014
Julia Louis-Dreyfus – Veep – Die Vizepräsidentin (Veep)
Ilana Glazer – Broad City
Wendi McLendon-Covey – Die Goldbergs (The Goldbergs)
Amy Schumer – Inside Amy Schumer
Amy Poehler – Parks and Recreation
Emmy Rossum – Shameless
2015
Amy Schumer – Inside Amy Schumer
Ilana Glazer – Broad City
Lisa Kudrow – The Comeback
Julia Louis-Dreyfus – Veep – Die Vizepräsidentin (Veep)
Gina Rodriguez – Jane the Virgin
Constance Wu – Fresh Off the Boat
2016 (Jan.)
Rachel Bloom – Crazy Ex-Girlfriend
Aya Cash – You’re the Worst
Wendi McLendon-Covey – Die Goldbergs (The Goldbergs)
Gina Rodriguez – Jane the Virgin
Tracee Ellis Ross – Black-ish
Constance Wu – Fresh Off the Boat
2016 (Dez.)
Kate McKinnon – Saturday Night Live
Ellie Kemper – Unbreakable Kimmy Schmidt
Julia Louis-Dreyfus – Veep – Die Vizepräsidentin (Veep)
Tracee Ellis Ross – Black-ish
Phoebe Waller-Bridge – Fleabag
Constance Wu – Fresh Off the Boat
2018
Rachel Brosnahan – The Marvelous Mrs. Maisel
Kristen Bell – The Good Place
Alison Brie – GLOW
Sutton Foster – Younger
Ellie Kemper – Unbreakable Kimmy Schmidt
Constance Wu – Fresh Off the Boat
2019
Rachel Brosnahan – The Marvelous Mrs. Maisel
Rachel Bloom – Crazy Ex-Girlfriend
Allison Janney – Mom
Justina Machado – One Day at a Time
Debra Messing – Will & Grace
Issa Rae – Insecure
2020
Phoebe Waller-Bridge – Fleabag
Christina Applegate – Dead to Me
Alison Brie – GLOW
Rachel Brosnahan – The Marvelous Mrs. Maisel
Kirsten Dunst – On Becoming a God in Central Florida
Allison Janney – Mom
Julia Louis-Dreyfus – Veep
Catherine O’Hara – Schitt’s Creek
2021
Catherine O’Hara – Schitt’s Creek
Pamela Adlon – Better Things
Christina Applegate – Dead to Me
Kaley Cuoco – The Flight Attendant
Natasia Demetriou – What We Do in the Shadows
Issa Rae – Insecure